# CXCL17
CXCL17 (англ. C-X-C motif chemokine ligand 17) – білок, який кодується однойменним геном, розташованим у людей на довгому плечі 19-ї хромосоми. Довжина поліпептидного ланцюга білка становить 119 амінокислот, а молекулярна маса — 13 819.
| 10         |  | 20         |  | 30         |  | 40         |  | 50         |
| ---------- |  | ---------- |  | ---------- |  | ---------- |  | ---------- |
| MKVLISSLLL |  | LLPLMLMSMV |  | SSSLNPGVAR |  | GHRDRGQASR |  | RWLQEGGQEC |
| ECKDWFLRAP |  | RRKFMTVSGL |  | PKKQCPCDHF |  | KGNVKKTRHQ |  | RHHRKPNKHS |
| RACQQFLKQC |  | QLRSFALPL  |  |            |  |            |  |            |

A: Аланін

C: Цистеїн

D: Аспарагінова кислота

E: Глутамінова кислота

F: Фенілаланін

G: Гліцин

H: Гістидин

I: Ізолейцин

K: Лізин

L: Лейцин

M: Метіонін

N: Аспарагін

P: Пролін

Q: Глутамін

R: Аргінін

S: Серин

T: Треонін

V: Валін

Кодований геном білок за функцією належить до білків розвитку. 
Задіяний у таких біологічних процесах, як ангіогенез, хемотаксис, диференціація клітин. 
Секретований назовні.